# منتخب السويد لهوكي الحقل للسيدات
منتخب السويد الوطني لهوكي الحقل للسيدات (بالسويدية: Sveriges damlandslag i landhockey)‏ هو ممثل السويد الرسمي في المنافسات الدولية في هوكي الحقل للسيدات.